# Tímea Babos

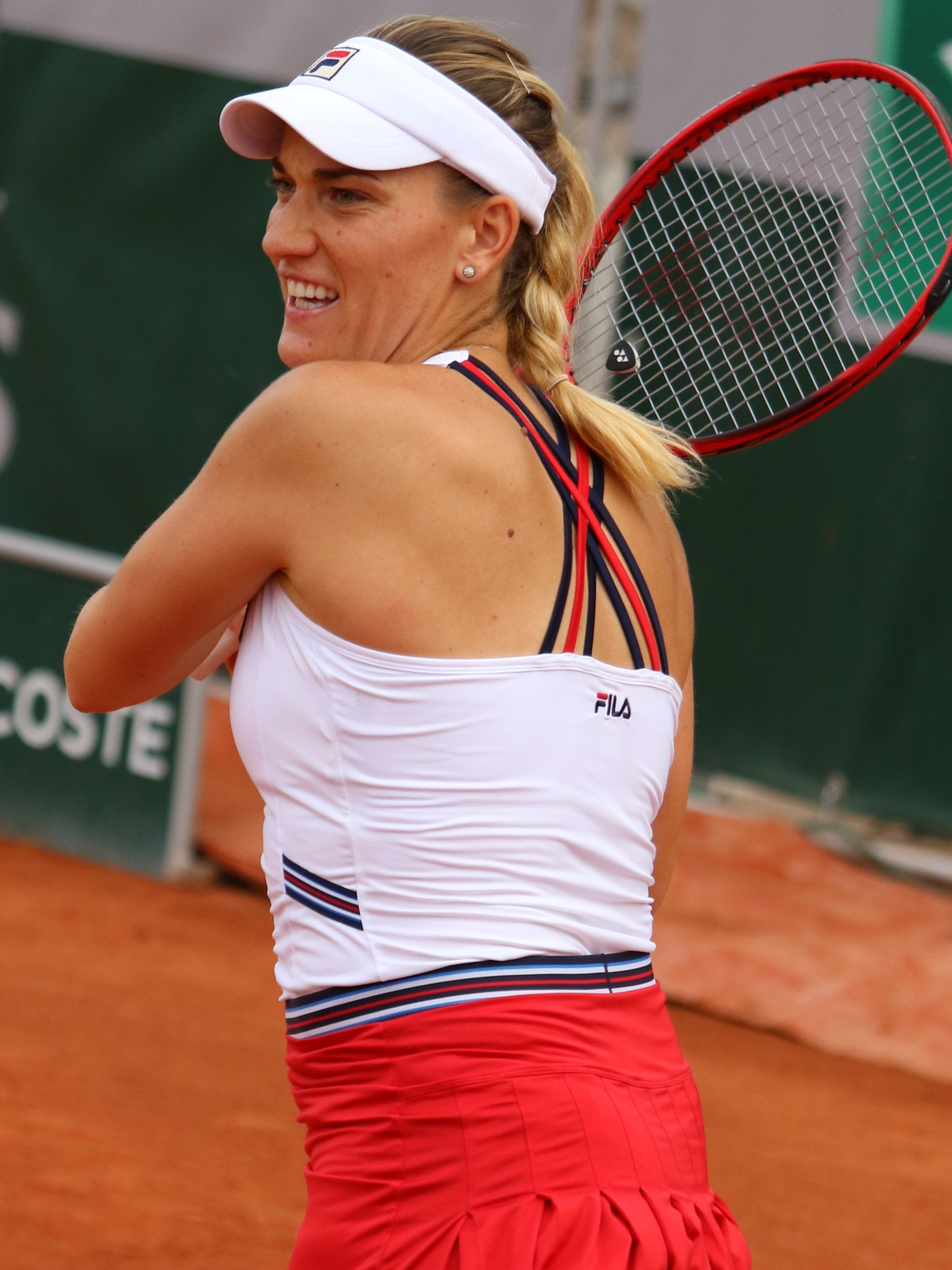
Roland Garros 2019

Tímea Babos (Sopron, 10 mei 1993) is een professioneel tennisspeelster uit Hongarije. Zij begon met tennis toen zij acht jaar oud was. Haar favoriete ondergrond is hardcourt of gras. Zij speelt rechtshandig en heeft een tweehandige backhand. Zij is actief in het internationale tennis sinds 2009.

## Loopbaan

### Enkelspel
Bij haar eerste deelname aan het volwassenencircuit (het ITF-toernooi van Bournemouth in april 2009) bereikte zij al meteen een finaleplaats. De week erop, in Edinburgh, behaalde zij haar eerste ITF-titel, een titel die zij in 2010 prolongeerde. Haar eerste deelname aan de WTA-tour was het toernooi van Boedapest in juli 2010. Successen op de WTA-tour boekte zij pas in 2012. Na een halvefinaleplaats op het toernooi van Bogota in februari, behaalde zij de week daarna haar eerste WTA-titel op het toernooi van Monterrey. Hiermee kwam zij voor het eerst binnen op de top 100 van de WTA-ranglijst (plaats 68). Later dat jaar nam zij deel aan de Olympische Spelen in Londen – zij bereikte er de tweede ronde. In 2015 won Babos het WTA-toernooi van Taipei – na twee andere geplaatste speelsters te hebben uitgeschakeld, rekende zij in de finale af met het eerste reekshoofd, Misaki Doi. Haar derde WTA-titel won zij voor eigen publiek, op het toernooi van Boedapest in 2017 – in de finale klopte zij Lucie Šafářová. In 2018 won zij voor de vierde keer een toernooi, in Taiwan.

### Dubbelspel
Bij haar debuut in het volwassenencircuit (het ITF-toernooi van Bournemouth in april 2009) won zij meteen de titel, samen met de Britse Stephanie Cornish. In 2010 won zij vier ITF-toernooien, en in 2011 nogmaals dat aantal. Zij speelde met wisselende partners uit allerlei landen. In 2012 won zij haar eerste WTA-titel, op het toernooi van Birmingham, samen met de Taiwanese Hsieh Su-wei. Later dat jaar nam zij deel aan de Olympische Spelen in Londen, samen met Ágnes Szávay – zij strandden in de eerste ronde. Op 8 juni 2015 kwam zij de top tien van de WTA-ranglijst binnen – later die maand steeg zij naar de achtste plek. In de tweede helft van 2014 en in 2015 bereikte zij met Française Kristina Mladenovic zesmaal een WTA-finale, waarvan zij de laatste drie wonnen. Tussen maart en oktober 2016 speelde Babos veel samen met de Kazachse Jaroslava Sjvedova – dat leverde finaleplaatsen op bij het mandatory-toernooi van Miami en op Wimbledon, en deelname aan het eindejaarskampioenschap. Vanaf mei 2017 tot het eind van dat jaar speelde Babos uitsluitend samen met de Tsjechische Andrea Hlaváčková – dat leverde titels op in Rabat, Québec, Tasjkent en Moskou. Als bekroning van tennisseizoen 2017 wonnen zij de titel op het eindejaarskampioenschap – Babos steeg daarmee naar de zevende positie op de WTA-ranglijst. In januari 2018 volgde meteen een andere zware titel: die van het Australian Open, samen met Française Kristina Mladenovic – hiermee steeg zij naar de vijfde positie. Na het bereiken van de kwartfinale op Wimbledon 2018 bereikte zij de eerste plaats op de wereldranglijst. Aan het einde van het tennisseizoen 2018 won zij, samen met Française Kristina Mladenovic het eindejaarskampioenschap in het dubbelspel, hetgeen zij een jaar later prolongeerden. In 2019 won dit koppel ook de titel op Roland Garros, en in 2020 die op het Australian Open. Tot op heden(mei 2025) vergaarde zij 28 WTA-dubbelspeltitels.

#### Gemengd dubbelspel
In 2015 bereikte zij een grandslamfinale op Wimbledon, aan de zijde van de Oostenrijker Alexander Peya. Met Rohan Bopanna (India) bereikte zij nogmaals een finale, op het Australian Open 2018.

### Tennis in teamverband
In de periode 2011–2025 maakte Babos deel uit van het Hongaarse Fed Cup-team – zij behaalde daar een winst/verlies-balans van 22–9.

## Posities op deWTA-ranglijst
Positie per einde seizoen:
| jaar | rang enkelspel | rang dubbelspel |
| ---- | -------------- | --------------- |
| 2009 | 700            | 671             |
| 2010 | 329            | 406             |
| 2011 | 153            | 145             |
| 2012 | 64             | 90              |
| 2013 | 88             | 45              |
| 2014 | 99             | 21              |
| 2015 | 85             | 11              |
| 2016 | 26             | 15              |
| 2017 | 57             | 7               |
| 2018 | 61             | 3               |
| 2019 | 104            | 3               |
| 2020 | 115            | 4               |
| 2021 | 161            | 25              |
| 2022 | 319            | 92              |
| 2023 | 177            | 63              |
| 2024 | 333            | 55              |

## Palmares
| Legenda                 |
| ----------------------- |
| Grandslamtoernooi       |
| Olympische Spelen       |
| Year-End Championships  |
| Premier Mandatory       |
| Premier Five / WTA 1000 |
| Premier / WTA 500       |
| International / WTA 250 |
| Challenger / WTA 125    |

### WTA-finaleplaatsen enkelspel
| nr.              | finale     | toernooi          | ondergrond    | tegenstandster      | score         |         |
| ---------------- | ---------- | ----------------- | ------------- | ------------------- | ------------- | ------- |
| gewonnen finales |            |                   |               |                     |               |         |
| 1.               | 2012-02-26 | WTA Monterrey     | hardcourt     | Alexandra Cadanțu   | 6-4, 6-4      | details |
| 2.               | 2015-11-22 | WTA Taipei        | tapijt (i)    | Misaki Doi          | 7-5, 6-3      | details |
| 3.               | 2017-02-26 | WTA Boedapest     | hardcourt (i) | Lucie Šafářová      | 6-7, 6-4, 6-3 | details |
| 4.               | 2018-02-04 | WTA Taiwan        | hardcourt (i) | Kateryna Kozlova    | 7-5, 6-1      | details |
| verloren finales |            |                   |               |                     |               |         |
| 1.               | 2015-05-02 | WTA Marrakesh     | gravel        | Elina Svitolina     | 5-7, 6-7      | details |
| 2.               | 2016-08-05 | WTA Florianópolis | hardcourt     | Irina-Camelia Begu  | 6-2, 4-6, 3-6 | details |
| 3.               | 2017-09-17 | WTA Québec        | tapijt (i)    | Alison Van Uytvanck | 7-5, 4-6, 1-6 | details |
| 4.               | 2017-09-30 | WTA Tasjkent      | hardcourt     | Kateryna Bondarenko | 4-6, 4-6      | details |
| 5.               | 2018-04-08 | WTA Monterrey     | hardcourt     | Garbiñe Muguruza    | 6-3, 4-6, 3-6 | details |
| 6.               | 2019-11-17 | WTA Taipei        | tapijt (i)    | Vitalia Djatsjenko  | 3-6, 2-6      | details |

### WTA-finaleplaatsen vrouwendubbelspel
| nr.              | finale     | toernooi                | ondergrond    | partner                     | tegenstandsters                          | score             |         |
| ---------------- | ---------- | ----------------------- | ------------- | --------------------------- | ---------------------------------------- | ----------------- | ------- |
| gewonnen finales |            |                         |               |                             |                                          |                   |         |
| 01.              | 2012-06-17 | WTA Birmingham          | gras          | Hsieh Su-wei                | Liezel Huber Lisa Raymond                | 7-5, 6-7, [10-8]  | details |
| 02.              | 2013-02-24 | WTA Bogota              | gravel        | Mandy Minella               | Eva Birnerová Aleksandra Panova          | 6-4, 6-3          | details |
| 03.              | 2013-04-07 | WTA Monterrey           | hardcourt     | Kimiko Date-Krumm           | Eva Birnerová Tamarine Tanasugarn        | 6-1, 6-4          | details |
| 04.              | 2013-04-28 | WTA Marrakesh           | gravel        | Mandy Minella               | Petra Martić Kristina Mladenovic         | 6-3, 6-1          | details |
| 05.              | 2013-08-10 | WTA Suzhou              | hardcourt     | Michaëlla Krajicek          | Han Xinyun Eri Hozumi                    | 6-2, 6-2          | details |
| 06.              | 2013-09-14 | WTA Tasjkent            | hardcourt     | Jaroslava Sjvedova          | Volha Havartsova Mandy Minella           | 6-3, 6-3          | details |
| 07.              | 2014-01-10 | WTA Sydney              | hardcourt     | Lucie Šafářová              | Sara Errani Roberta Vinci                | 7-5, 3-6, [10-7]  | details |
| 08.              | 2014-04-20 | WTA Kuala Lumpur        | hardcourt     | Chan Hao-ching              | Chan Yung-jan Zheng Saisai               | 6-3, 6-4          | details |
| 09.              | 2015-02-21 | WTA Dubai               | hardcourt     | Kristina Mladenovic         | Garbiñe Muguruza Carla Suárez Navarro    | 6-3, 6-2          | details |
| 10.              | 2015-05-02 | WTA Marrakesh           | gravel        | Kristina Mladenovic         | Laura Siegemund Maryna Zanevska          | 6-1, 7-6          | details |
| 11.              | 2015-05-17 | WTA Rome                | gravel        | Kristina Mladenovic         | Martina Hingis Sania Mirza               | 6-4, 6-3          | details |
| 12.              | 2017-01-13 | WTA Sydney              | hardcourt     | Anastasija Pavljoetsjenkova | Sania Mirza Barbora Strýcová             | 6-4, 6-4          | details |
| 13.              | 2017-05-05 | WTA Rabat               | gravel        | Andrea Hlaváčková           | Nina Stojanović Maryna Zanevska          | 2-6, 6-3, [10-5]  | details |
| 14.              | 2017-09-17 | WTA Québec              | tapijt (i)    | Andrea Hlaváčková           | Bianca Andreescu Carson Branstine        | 6-3, 6-1          | details |
| 15.              | 2017-09-30 | WTA Tasjkent            | hardcourt     | Andrea Hlaváčková           | Nao Hibino Oksana Kalasjnikova           | 7-5, 6-4          | details |
| 16.              | 2017-10-20 | WTA Moskou              | hardcourt (i) | Andrea Hlaváčková           | Nicole Melichar Anna Smith               | 6-2, 3-6, [10-3]  | details |
| 17.              | 2017-10-29 | WTA Finals              | hardcourt (i) | Andrea Hlaváčková           | Kiki Bertens Johanna Larsson             | 4-6, 6-4, [10-5]  | details |
| 18.              | 2018-01-26 | Australian Open         | hardcourt     | Kristina Mladenovic         | Jekaterina Makarova Jelena Vesnina       | 6-4, 6-3          | details |
| 19.              | 2018-06-24 | WTA Birmingham          | gras          | Kristina Mladenovic         | Elise Mertens Demi Schuurs               | 4-6, 6-3, [10-8]  | details |
| 20.              | 2018-10-28 | WTA Finals              | hardcourt (i) | Kristina Mladenovic         | Barbora Krejčíková Kateřina Siniaková    | 6-4, 7-5          | details |
| 21.              | 2019-04-28 | WTA Istanbul            | gravel        | Kristina Mladenovic         | Alexa Guarachi Sabrina Santamaria        | 6-1, 6-0          | details |
| 22.              | 2019-06-09 | Roland Garros           | gravel        | Kristina Mladenovic         | Duan Yingying Zheng Saisai               | 6-2, 6-3          | details |
| 23.              | 2019-11-03 | WTA Finals              | hardcourt (i) | Kristina Mladenovic         | Hsieh Su-wei Barbora Strýcová            | 6-1, 6-3          | details |
| 24.              | 2020-01-31 | Australian Open         | hardcourt     | Kristina Mladenovic         | Hsieh Su-wei Barbora Strýcová            | 6-2, 6-1          | details |
| 25.              | 2020-10-11 | Roland Garros           | gravel        | Kristina Mladenovic         | Alexa Guarachi Desirae Krawczyk          | 6-4, 7-5          | details |
| 26.              | 2024-04-21 | WTA Rouen               | gravel (i)    | Irina Chromatsjova          | Naiktha Bains Maia Lumsden               | 6-3, 6-4          | details |
| 27.              | 2025-02-02 | WTA Linz                | hardcourt (i) | Luisa Stefani               | Ljoedmyla Kitsjenok Nadija Kitsjenok     | 3-6, 7-5, [10-4]  | details |
| 28.              | 2025-05-24 | WTA Straatsburg         | gravel        | Luisa Stefani               | Guo Hanyu Nicole Melichar-Martinez       | 6-3, 6-7, [10-7]  | details |
| verloren finales |            |                         |               |                             |                                          |                   |         |
| 01.              | 2013-01-12 | WTA Hobart              | hardcourt     | Mandy Minella               | Garbiñe Muguruza María Teresa Torró Flor | 3-6, 6-7          | details |
| 02.              | 2014-02-02 | WTA Parijs              | hardcourt (i) | Kristina Mladenovic         | Anna-Lena Grönefeld Květa Peschke        | 7-6, 4-6, [5-10]  | details |
| 03.              | 2014-04-06 | WTA Monterrey           | hardcourt     | Volha Havartsova            | Darija Jurak Megan Moulton-Levy          | 6-7, 6-3, [9-11]  | details |
| 04.              | 2014-07-05 | Wimbledon               | gras          | Kristina Mladenovic         | Sara Errani Roberta Vinci                | 1-6, 3-6          | details |
| 05.              | 2014-08-17 | WTA Cincinnati          | hardcourt     | Kristina Mladenovic         | Raquel Kops-Jones Abigail Spears         | 1-6, 0-2, opg.    | details |
| 06.              | 2014-11-09 | WTA Limoges             | hardcourt (i) | Kristina Mladenovic         | Kateřina Siniaková Renata Voráčová       | 6-2, 2-6, [5-10]  | details |
| 07.              | 2016-04-03 | WTA Miami               | hardcourt     | Jaroslava Sjvedova          | Bethanie Mattek-Sands Lucie Šafářová     | 3-6, 4-6          | details |
| 08.              | 2016-07-09 | Wimbledon               | gras          | Jaroslava Sjvedova          | Serena Williams Venus Williams           | 3-6, 4-6          | details |
| 09.              | 2016-08-04 | WTA Florianópolis       | hardcourt     | Réka Luca Jani              | Ljoedmyla Kitsjenok Nadija Kitsjenok     | 3-6, 1-6          | details |
| 10.              | 2017-05-13 | WTA Madrid              | gravel        | Andrea Hlaváčková           | Chan Yung-jan Martina Hingis             | 4-6, 3-6          | details |
| 11.              | 2017-10-08 | WTA Peking              | hardcourt     | Andrea Hlaváčková           | Chan Yung-jan Martina Hingis             | 1-6, 4-6          | details |
| 12.              | 2018-05-12 | WTA Madrid              | gravel        | Kristina Mladenovic         | Jekaterina Makarova Jelena Vesnina       | 6-2, 4-6, [8-10]  | details |
| 13.              | 2018-09-09 | US Open                 | hardcourt     | Kristina Mladenovic         | Ashleigh Barty Coco Vandeweghe           | 6-3, 6-7, 6-7     | details |
| 14.              | 2019-01-25 | Australian Open         | hardcourt     | Kristina Mladenovic         | Samantha Stosur Zhang Shuai              | 3-6, 4-6          | details |
| 15.              | 2022-08-20 | WTA Vancouver           | hardcourt     | Angela Kulikov              | Miyu Kato Asia Muhammad                  | 3-6, 5-7          | details |
| 16.              | 2023-12-02 | WTA Andorra             | hardcourt (i) | Heather Watson              | Erika Andrejeva Céline Naef              | 2-6, 1-6          | details |
| 17.              | 2024-03-30 | WTA Antalya             | gravel        | Vera Zvonarjova             | Angelica Moratelli Camilla Rosatello     | 3-6, 6-3, [13-15] | details |
| 18.              | 2024-04-06 | WTA La Bisbal d'Empordà | gravel        | Dalma Gálfi                 | Miriam Kolodziejová Anna Sisková         | forfait           | details |

### Finaleplaatsen gemengd dubbelspel
| nr.              | finale     | toernooi        | ondergrond | partner        | tegenstanders                 | score            |         |
| ---------------- | ---------- | --------------- | ---------- | -------------- | ----------------------------- | ---------------- | ------- |
| gewonnen finales |            |                 |            |                |                               |                  |         |
| geen             |            |                 |            |                |                               |                  |         |
| verloren finales |            |                 |            |                |                               |                  |         |
| 1.               | 2015-07-12 | Wimbledon       | gras       | Alexander Peya | Martina Hingis Leander Paes   | 1-6, 1-6         | details |
| 2.               | 2018-01-28 | Australian Open | hardcourt  | Rohan Bopanna  | Gabriela Dabrowski Mate Pavić | 6-2, 4-6, [9-11] | details |

### Gewonnen ITF-toernooien enkelspel
| nr. | finale     | toernooi        | dotatie   | tegenstandster in finale | score         |
| --- | ---------- | --------------- | --------- | ------------------------ | ------------- |
| 01. | 2009-05-04 | Edinburgh       | $ 10.000  | Naomi Broady             | 6-4, 6-7, 7-6 |
| 02. | 2009-11-02 | Sunderland      | $ 10.000  | Matea Mezak              | 7-6, 6-4      |
| 03. | 2010-05-03 | Edinburgh       | $ 10.000  | Tara Moore               | 6-2, 6-2      |
| 04. | 2010-07-12 | Woking          | $ 25.000  | Katie O'Brien            | 7-5, 6-4      |
| 05. | 2010-11-29 | Bendigo         | $ 25.000  | Elitsa Kostova           | 3-6, 6-3, 7-5 |
| 06. | 2011-06-13 | Astana          | $ 25.000  | Tadeja Majerič           | 6-0, 6-2      |
| 07. | 2011-07-03 | Stuttgart       | $ 25.000  | Korina Perkovic          | 1-6, 6-2, 6-3 |
| 08. | 2011-10-24 | Saguenay        | $ 50.000  | Julia Boserup            | 7-6, 6-3      |
| 09. | 2011-11-21 | Helsinki        | $ 25.000  | Jana Čepelová            | 6-3, 6-1      |
| 10. | 2013-05-11 | Johannesburg    | $ 50.000  | Chanel Simmonds          | 6-7, 6-4, 6-1 |
| 11. | 2014-05-04 | Gifu            | $ 75.000  | Jekaterina Bytsjkova     | 6-1, 6-2      |
| 12. | 2014-10-26 | Poitiers        | $ 100.000 | Océane Dodin             | 6-3, 4-6, 7-5 |
| 13. | 2023-04-09 | Jackson         | $ 25.000  | Whitney Osuigwe          | 7-5, 7-5      |
| 14. | 2023-04-23 | Sharm-el-Sheikh | $ 25.000  | Maria Timofejeva         | 6-4, 6-1      |
| 15. | 2023-05-07 | Alaminos        | $ 25.000  | Raluca Șerban            | 6-4, 5-7, 7-6 |

### Gewonnen ITF-toernooien dubbelspel
| nr. | finale     | toernooi       | dotatie   | partner             | tegenstandsters in finale                 | score            |
| --- | ---------- | -------------- | --------- | ------------------- | ----------------------------------------- | ---------------- |
| 01. | 2009-04-27 | Bournemouth    | $ 10.000  | Stephanie Cornish   | Elixane Lechemia Alizé Lim                | walk-over        |
| 02. | 2010-07-12 | Woking         | $ 25.000  | Emma Laine          | Jocelyn Rae Emelyn Starr                  | 6-2, 6-2         |
| 03. | 2010-11-15 | Wellington     | $ 25.000  | Tammi Patterson     | Jarmila Groth Jade Hopper                 | 6-3, 6-2         |
| 04. | 2010-11-22 | Traralgon      | $ 25.000  | Melanie South       | Jarmila Groth Jade Hopper                 | 6-3, 6-2         |
| 05. | 2010-11-29 | Bendigo        | $ 25.000  | Melanie South       | Jarmila Groth Jade Hopper                 | 6-3, 6-2         |
| 06. | 2011-03-07 | Irapuato       | $ 25.000  | Johanna Konta       | Macall Harkins Nicole Rottmann            | 6-3, 6-4         |
| 07. | 2011-03-21 | Bath           | $ 25.000  | Anne Kremer         | Marta Domachowska Katarzyna Piter         | 7-6, 6-2         |
| 08. | 2011-07-18 | La Coruña      | $ 25.000  | Victoria Larrière   | Letícia Costas Moreira Inés Ferrer Suárez | 7-5, 6-3         |
| 09. | 2011-10-24 | Saguenay       | $ 50.000  | Jessica Pegula      | Gabriela Dabrowski Marie-Ève Pelletier    | 6-4, 6-3         |
| 10. | 2022-05-08 | Bonita Springs | $ 100.000 | Nao Hibino          | Volha Havartsova Katarzyna Kawa           | 6-4, 3-6, [10-7] |
| 11. | 2022-11-06 | Barranquilla   | $ 60.000  | Kateryna Volodko    | Carolina Alves Valerija Strachova         | 3-6, 7-5, [10-7] |
| 12. | 2022-12-11 | Dubai          | $ 100.000 | Kristina Mladenovic | Magdalena Fręch Kateryna Volodko          | 6-1, 6-3         |
| 13. | 2023-08-13 | Maspalomas     | $ 100.000 | Anna Bondár         | Leyre Romero Gormaz Arantxa Rus           | 6-4, 3-6, [10-4] |
| 14. | 2023-12-10 | Dubai          | $ 100.000 | Vera Zvonarjova     | Olivia Nicholls Heather Watson            | 6-1, 2-6, [10-7] |

## Resultaten grandslamtoernooien
| Legenda | Legenda                          |
| ------- | -------------------------------- |
| g.t.    | geen toernooi gehouden           |
| l.c.    | lagere categorie                 |
| –       | niet deelgenomen                 |
| G       | uitgeschakeld in de groepsfase   |
| 1R      | uitgeschakeld in de eerste ronde |
| 2R      | uitgeschakeld in de tweede ronde |
| 3R      | uitgeschakeld in de derde ronde  |
| 4R      | uitgeschakeld in de vierde ronde |
| KF      | uitgeschakeld in de kwartfinale  |
| HF      | uitgeschakeld in de halve finale |
| F       | de finale verloren               |
| W       | het toernooi gewonnen            |
| w-v     | winst/verlies-balans             |

### Enkelspel
| toernooi        | 2012 | 2013 | 2014 | 2015 | 2016 | 2017 | 2018 | 2019 | 2020 | 2021 |
| --------------- | ---- | ---- | ---- | ---- | ---- | ---- | ---- | ---- | ---- | ---- |
| Australian Open | –    | 1R   | 1R   | 1R   | 2R   | 1R   | 2R   | 2R   | 1R   | 2R   |
| Roland Garros   | 1R   | –    | –    | 1R   | 2R   | 1R   | 1R   | 1R   | 1R   | –    |
| Wimbledon       | 2R   | 1R   | 1R   | 2R   | 2R   | 1R   | 1R   | –    | g.t. | 1R   |
| US Open         | 1R   | 1R   | 1R   | 1R   | 3R   | 2R   | 1R   | 2R   | 1R   | –    |

### Vrouwendubbelspel
| toernooi            | 2012 | 2013 | 2014 | 2015 | 2016 | 2017 | 2018 | 2019 | 2020 | 2021 | 2022 | 2023 | 2024 | 2025 |
| ------------------- | ---- | ---- | ---- | ---- | ---- | ---- | ---- | ---- | ---- | ---- | ---- | ---- | ---- | ---- |
| grandslamtoernooien |      |      |      |      |      |      |      |      |      |      |      |      |      |      |
| Australian Open     | –    | 1R   | 3R   | 2R   | 2R   | 3R   | W    | F    | W    | –    | –    | 2R   | 2R   | 3R   |
| Roland Garros       | 2R   | 1R   | 1R   | 2R   | 3R   | 2R   | KF   | W    | W    | 1R   | –    | 2R   | 1R   |      |
| Wimbledon           | 1R   | 1R   | F    | HF   | F    | 3R   | KF   | HF   | g.t. | 1R   | –    | 3R   | KF   |      |
| US Open             | 1R   | 2R   | 1R   | 3R   | 3R   | KF   | F    | KF   | 2R   | –    | –    | 1R   | 1R   |      |
| WTA 1000            |      |      |      |      |      |      |      |      |      |      |      |      |      |      |
| Miami               | –    | 2R   | 1R   | HF   | F    | 2R   | 1R   | 1R   | g.t. |      |      |      |      |      |
| Madrid              | –    | –    | –    | –    | KF   | F    | F    | –    | g.t. |      |      |      |      |      |
| Peking              | 1R   | –    | –    | KF   | 2R   | F    | KF   | KF   | g.t. |      |      |      |      |      |
| Dubai/Doha          | –    | –    | –    | W    | KF   | –    | KF   | 2R   | HF   |      |      |      |      |      |
| Rome                | –    | –    | –    | W    | KF   | HF   | KF   | –    | 2R   |      |      |      |      |      |
| Cincinnati          | –    | –    | F    | KF   | KF   | KF   | KF   | –    | –    |      |      |      |      |      |

### Gemengd dubbelspel
| toernooi        | 2014 | 2015 | 2016 | 2017 | 2018 | 2019 |    | 2025 |
| --------------- | ---- | ---- | ---- | ---- | ---- | ---- | -- | ---- |
| Australian Open | –    | 1R   | –    | –    | F    | 2R   | 2R |      |
| Roland Garros   | HF   | KF   | –    | –    | 1R   | 2R   |    |      |
| Wimbledon       | 3R   | F    | –    | –    | –    | –    |    |      |
| US Open         | 1R   | –    | 2R   | KF   | –    | –    |    |      |